# Les Ableuvenettes
Les Ableuvenettes település Franciaországban, Vosges megyében. Lakosainak száma 67 fő (2022. január 1.). Les Ableuvenettes Légéville-et-Bonfays, Pierrefitte, Ville-sur-Illon, Dompaire és Gelvécourt-et-Adompt községekkel határos.

## Népesség
A település népességének változása:
| Lakosok száma | 76   | 73   | 68   | 62   | 60   | 58   | 56   | 62   | 67   |
|               | 2013 | 2015 | 2016 | 2017 | 2018 | 2019 | 2020 | 2021 | 2022 |